# Булино, Вильфрид
Вильфрид Булино (фр. Wilfrid Boulineau; род. 13 мая 1970, Руан) — французский легкоатлет, специалист по многоборьям. Выступал за сборную Франции по лёгкой атлетике в 1997—2000 годах, победитель и призёр первенств национального значения, обладатель бронзовой медали Кубка Европы в командном зачёте, участник летних Олимпийских игр в Сиднее.

## Биография
Вильфрид Булино родился 13 мая 1970 года в городе Руан департамента Приморская Сена.
Первого серьёзного успеха на национальном уровне добился в 1996 году, став чемпионом Франции в десятиборье.
Впервые заявил о себе в десятиборье на международном уровне в сезоне 1997 года, когда вошёл в состав французской национальной сборной и выступил на летней Универсиаде в Сицилии, где в программе десятиборья стал пятым.
В 1998 году на Кубке Европы по легкоатлетическим многоборьям в Таллине показал четвёртый результат в личном зачёте и помог своим соотечественникам выиграть бронзовые медали мужского командного зачёта. На последовавшем чемпионате Европы в Будапеште с результатом в 7672 очка занял 18-е место.
В 1999 году стартовал на чемпионате мира в Севилье, стал шестым с результатом в 8154 очка. При этом на соревнованиях в Арле установил свой личный рекорд — 8312 очка.
В 2000 году участвовал в чемпионате Европы в помещении в Генте, в семиборье вынужден был досрочно завершить выступление и не показал никакого результата. Благодаря череде удачных выступлений удостоился права защищать честь страны на летних Олимпийских играх в Сиднее — в сумме всех дисциплин десятиборья набрал 7821 очко, расположившись в итоговом протоколе соревнований на двадцатой строке.
После сиднейской Олимпиады Булино ещё в течение десяти лет оставался действующим спортсменом и продолжал принимать участие в различных стартах, однако на международной арене больше не показывал сколько-нибудь значимых результатов.